# Nova KBM Branik
OK Nova KBM Branik est un club slovène de volley-ball basé à Maribor qui évolue pour la saison 2019-2020 en 1. DOL ženske.

## Palmarès
- Championnat de Yougoslavie
  - Vainqueur : 1946, 1953, 1985, 1986
  - Finaliste : 1947, 1948, 1950, 1954, 1955
- Championnat de Slovénie
  - Vainqueur : 1992, 1993, 1996, 1998, 1999, 2000, 2001, 2002, 2009, 2011, 2012, 2013, 2014[2]2017[3]2018[4]2019[5]
  - Finaliste : 1994, 1995, 1997, 2003, 2004, 2006, 2008, 2010, 2015, 2016, 2020.
- Coupe de Yougoslavie
  - Finaliste : 1982, 1983, 1984, 1985, 1987, 1988, 1989, 1990
- Coupe de Slovénie
  - Vainqueur : 1992, 1993, 1994, 1996, 1998, 1999, 2000, 2001, 2002, 2003, 2010, 2011, 2012, 2015[6]2016[7]2017[8]2018[9]2020[10]
  - Finaliste : 2008, 2009, 2013, 2014[11]2019.

## Effectifs

### Saison 2020-2021
| No                                                                          | Nom                                                                         | Date de naissance                                                           | Taille                         | Poids                          | Poste                          |
| --------------------------------------------------------------------------- | --------------------------------------------------------------------------- | --------------------------------------------------------------------------- | ------------------------------ | ------------------------------ | ------------------------------ |
| 2                                                                           | Klara Milošič                                                               | 13 novembre 2002                                                            | 189                            | 73                             | Centrale                       |
| 3                                                                           | Maja Košenina                                                               | 22 août 1998                                                                | 184                            | 58                             | Réceptionneuse-attaquante      |
| 4                                                                           | Naja Šalamun                                                                | 29 janvier 2004                                                             | 174                            | 62                             | Réceptionneuse-attaquante      |
| 5                                                                           | Lina Winkler                                                                | 26 février 2003                                                             | 176                            | 60                             | Passeuse                       |
| 6                                                                           | Maja Pahor                                                                  | 23 décembre 1996                                                            | 164                            | 65                             | Libero                         |
| 7                                                                           | Nika Dobaj                                                                  | 16 octobre 1999                                                             | 174                            | 62                             | Libero                         |
| 8                                                                           | Brina Bračko                                                                | 12 janvier 2000                                                             | 182                            | 71                             | Centrale                       |
| 10                                                                          | Taja Gradišnik Klanjšček                                                    | 10 décembre 2004                                                            | 183                            | 65                             | Attaquante                     |
| 11                                                                          | Mirta Velikonja Grbac                                                       | 3 décembre 1998                                                             | 183                            | 70                             | Centrale                       |
| 13                                                                          | Anita Sobočan                                                               | 26 mai 1997                                                                 | 177                            | 64                             | Libero                         |
| 14                                                                          | Isa Ramić                                                                   | 18 février 2004                                                             | 185                            | 78                             | Attaquante                     |
| 15                                                                          | Ela Pintar                                                                  | 11 janvier 1996                                                             | 186                            | 64                             | Centrale                       |
| 16                                                                          | Anamarija Galić                                                             | 7 janvier 2001                                                              | 197                            | 79                             | Attaquante                     |
| 17                                                                          | Lorena Fijok Lorber                                                         | 17 février 2003                                                             | 174                            | 63                             | Réceptionneuse-attaquante      |
| 18                                                                          | Karmen Kočar                                                                | 1er décembre 1982                                                           | 180                            | 66                             | Passeuse                       |
|                                                                             |                                                                             |                                                                             |                                |                                |                                |
| Encadrement technique                                                       | Encadrement technique                                                       |                                                                             | Légende                        | Légende                        | Légende                        |
| Entraîneur : Radovan Gačič                                                  | Entraîneur : Radovan Gačič                                                  | Entraîneur : Radovan Gačič                                                  | : Capitaine                    | : Capitaine                    | : Capitaine                    |
| Entraîneur(s) adjoint(s) : Žiga Kos Entraîneur(s) adjoint(s) : Dejan Pušnik | Entraîneur(s) adjoint(s) : Žiga Kos Entraîneur(s) adjoint(s) : Dejan Pušnik | Entraîneur(s) adjoint(s) : Žiga Kos Entraîneur(s) adjoint(s) : Dejan Pušnik | : Joueuse blessée actuellement | : Joueuse blessée actuellement | : Joueuse blessée actuellement |